# 荷電粒子炮
荷電粒子砲（Charged Particle Cannon 或 Charged Particle Weapon）是指電離的帶電粒子利用加速器將其加速打出以其破壞敵械的武器。
在今日科技已經能做出具破壞力的高能加速器，但因為難以小型化，所以仍是科幻作品裡才會出現的武器。

## 簡介
荷電粒子砲指利用了荷電粒子，如：電子、正電子、質子、反質子、離子（帶電的原子核）、電漿等等物質，透過粒子加速器加速發射。
基本上沒有碰到物質發生反應是看不到的，換句話說爆炸才知道被打。但在科幻作品中為了戲劇效果，荷電粒子砲的聲光效果往往又大又醒目。另外，因為荷電粒子炮是粒子束（粒子束包括不帶電荷的粒子）的一種，而粒子束的英文為「Particle beam」，Beam一字經常性的被翻譯為光束。實際上和光無關，較好的說法是射束或波束。在很多科幻作品中都是強力的兵器。不過亦有不少科幻作品把荷電粒子炮定位為已經普及化的武器，甚至連一般步兵都可以發射。
然而，荷電粒子很容易受到磁場影響而偏向。外間的磁場，並不只限於地磁，即使在宇宙空間裡，不管是太陽風或其他荷電粒子束均會對粒子束產生影響。因此，在現實生活裡，這種荷電粒子炮其實並未真的可以實現，比較接近的實體，有數美國在列根時代開發的星球大戰計劃（SDI）比較接近，但仍然未成功。

## 原理
使用電子，離子等電離態的粒子砲，目的是期待高速的粒子撞上目標時產生的高熱融化裝甲以及所帶的電荷破壞內裝的電子設備，這種情況下需要比較多的粒子跟高能加速器。
而使用正電子、反質子等反物質的粒子砲是一種可怕的武器，它的原理是正反物質對消滅的高能來摧毀敵人，在這種武器的情況，最大的難題並不是速度跟粒子數量，而是到達敵人的通路，因為一射出就算撞上的是空氣也會引起對消滅，而這時消滅的自己跟友軍，在通常情況下這是真空中才能用的武器。解決的方法一是不要在大氣層內用，另一個方法是在粒子的行徑上製造真空管路然後再循著管路投射到敵人。
還有一種方法就是發射整個反物質拘束裝置，以實彈彈頭形式發射反物質，不過此方式並非荷電粒子炮。

## 使用荷電粒子砲的作品
- 宇宙戰艦大和號2199陽電子衝擊炮，大和號艦載主炮，最初是舊地球艦隊配置，之後伊斯坎達爾人提供的波動引擎技術設計和波動核心，可以提供大量能源，使陽電子衝擊炮可大量搭載。它的出現是因為舊地球艦隊所配備的雷射炮發射出的能量不能擊穿外星人加米拉斯艦隊的裝甲而發明的。陽電子衝擊炮一擊必沉，最初不能連續發射，恆星間航行宇宙戰艦大和號的建造完畢和波動引擎提供，這類武器開始小型化，大和號第一艘搭載小型化陽電子衝擊炮的戰艦，三年後全部取代雷射炮，成為新地球艦隊主要武器。
- EVA中的陽電子步槍，第五使徒使用的加粒子炮。双方在屋島作戰中都有使用。
- 在Zoids中，以傑尼巴斯帝國軍的王牌Zoid（機獸）DEATH SAURER的代表性武器而聞名。另外劇中的海力克共和國等其他勢力也有使用荷電粒子砲的機種。
- 機動戰士GUNDAM SEED及其續作機動戰士GUNDAM SEED DESTINY中，不少艦船及大型MS/MA的一種武器—陽電子破壞砲。
- 宇宙空母藍色諾亞（ブルーノア）之主砲。
- Muv-Luv Alternative（マブラヴ オルタネイティヴ）中的超兵器‧戰略航空要塞淒乃皇系列之主砲亦為荷電粒子砲。
- 而富野由悠季的機動戰士GUNDAM中的米加粒子武器（即俗稱的光束兵器）很類似荷電粒子砲，但劇中是以I力場取代電場，米加粒子也非帶電粒子。
- ARMS神臂中，基斯．銀所擁有的ARMS：帽子商人之主要武器。
- 网络游戏EVE-Online（中文译作星战前夜）中，主要由盖伦特族人所使用的粒子疾速炮，有着所有炮台中最短的射程和最高的伤害。
- Code Geass 反叛的魯路修中的中華聯邦製的第八世代Knightmare「神虎」所搭載的武器「天愕霸王荷電粒子炮」。
- 命令与征服系列的全球防卫组织使用的超级武器。
- 太空突擊隊彗星號的陽電子炮。
- 哥吉拉:怪獸惑星中的哥吉拉‧地球使用射線屬於荷電粒子炮，有別於其他版本哥吉拉的放射熱線。
- 狩龍人拉格納中的主要敵人「機龍」格雷斯托諾瓦克的「第十機裝」正是荷電粒子炮。
- 紅殼的潘朵拉中由烏薩爾·大利拉製造的巨大兵器布耶爾的主兵器就是荷電粒子炮。